# Teodósio III de Antioquia
Teodósio Crisoberges, mais conhecido como Teodósio III de Antioquia, foi o patriarca ortodoxo grego de Antioquia de antes de 30 de agosto de 1057 até depois de 4 de abril de 1059. Segundo o Escilitzes de Madrid, era um monge num dos mosteiros bitínios até ser chamado por João IV (1056–1057) para assumir o trono patriarcal.
Em seu patriarcado incumbiu o clérigo Nicão com a reforma dos monges do Norte da Síria e sua subordinação aos bispos locais. Além disso, ofereceu-lhe o título de monástico antioquiano de arquimandrita, mas ele não aceitou. Em data desconhecida, Teodósio III concedeu uma honraria a um antioquiano, que em 1073 Miguel Pselo solicitou que Emiliano (1065–1074) confirmasse.